# Creeping
Creeping (nazwa angielska nie posiadająca jeszcze oficjalnego polskiego odpowiednika, proponowane nazwy to pełzanie, lub wypychanie) – zjawisko towarzyszące wytwarzaniu wyrobów poligraficznych o dużej ilości stron w oprawie zeszytowej (składka w składkę) sprawiające wrażenie, że im bliżej środkowych stron wyrobu znajdują się kartki, tym bardziej wystają one z bloku kartek (oddalają od grzbietu), tak jakby były "wypychane".
W rzeczywistości jest odwrotnie, gdyż kartki te są wypychane o niewielką odległość równą grubości połowy kartek wyrobu i pomniejszoną jeszcze o ściśnięcie wynikające z zeszycia ich metalowymi zszywkami, natomiast znacznie bardziej oddalają się w drugą stronę, czyli cofają w stronę grzbietu te kartki, które znajdują się z początku i końca wyrobu, gdyż w okolicach zeszycia są najbardziej zagięte.
Skutkiem tego zjawiska, po obcięciu wyrobu na format netto, jego środkowe strony mają przesunięty zadruk w kierunku marginesu zewnętrznego, a w skrajnych przypadkach niektóre elementy graficzne, jak np. paginy, czy nawet brzeg tekstu mogą niebezpiecznie zbliżyć się lub nawet minąć linię cięcia. Dlatego też creeping spotykany jest jako jedna z opcji podczas drukowania do PostScriptu, oraz w programach do impozycji.